# Benjamin Constant (född 1836)
Benjamin Constant Botelho de Magalhães, född 18 oktober 1836 i Niterói, Brasilien, död 22 januari 1891 i Rio de Janeiro var en brasiliansk militär och politiker under den första republiken. Han var inspirerad av Auguste Comte och grundare av positivismrörelsen i Brasilien. Senare blev han republikan och skrev Brasiliens konstitution efter kejsardömets fall 1889.

## Biografi
Constant var son till Leopoldo Henrique Botelho de Magalhães och Bernardina Joaquina da Silva Guimarães. Han växte upp på en gård i Minas Gerais. 1849 dog hans far, vilket ledde till ekonomisk ruin och att hans mor blev sjuk i en psykisk sjukdom. Constant ville bli lärare som sin far, men för att få råd med studierna var han tvungen att söka sig till Militärakademin. 1854 blev han officer och matematiklärare vid samma skola. 1865 gifte sig Constant och året därpå drogs han in i Trippelallianskriget mot Paraguay. Han drabbades av sjukdomen malaria och blev sjukskriven i sex månader. Därefter återvände han till sin lärartjänst. År 1887 bildade Constant Militärklubben med målet att avsätta kejsaren Peter II av Brasilien och bilda en republik. Den 9 november 1889 var han ordförande vid det möte som beslutade om republikens införande och kejsardömets avskaffande.